# Chrysoexorista
Chrysoexorista – rodzaj muchówek z rodziny rączycowatych (Tachinidae).

## Wybrane gatunki
- C. dawsoni (Sellers, 1943)[2]
- C. fulgoris (Sellers, 1943)[2]
- C. lineata (Wulp, 1890)[2]
- C. marginata (Aldrich & Webber, 1924)[2]
- C. ochracea (Wulp, 1890)[2]